# 竇貞固
竇貞固（？—969年），字體仁，同州白水人。
後唐同光年間進士，補萬全主簿，授河東節度推官。後晉天福年間擢拔為中書舍人，改御史中丞，歷官工部尚書、禮部尚書、改刑部尚書。再遷吏部尚書，拜司空門下侍郎平章事。開寶二年卒。

## 延伸阅读
[在维基数据编辑]
 在维基文库阅读此作者作品
 《宋史/卷262》，出自脱脱《宋史》